# Loreta Graužinienė
Loreta Graužinienė, née le 10 janvier 1963  à Rokiškis, est une personnalité politique lituanienne.
Élue députée au Parlement lituanien (Seimas) en 2004, elle fut la candidate du Parti du travail à l'élection présidentielle de 2009, mais termine avant-dernière de ce scrutin, avec un peu plus de 3 % des voix.
En 2013, elle est élue présidente du Parlement.

## Biographie
En 1981, Loreta Graužinienė est diplômée de l'école secondaire Žiežmariai. Elle travaille comme comptable dans un kolkhoze de la municipalité du district d'Ukmergė et pour des entreprises locales. Elle poursuit des études de comptabilité à la Aleksandro Stulginskio universitetas (lt) et en sort diplômée en 1992. De 1994 à 2004, elle enseigne au collège agricole d'Ukmergė (Ukmergės aukštesnioji žemės ūkio mokykla, depuis rebaptisé Ukmergės technologijų ir verslo mokykla (lt)). En 1996, elle met sur pied un cabinet d'expert-comptable,.
Depuis 2004, Loreta Graužinienė est membre du Seimas (nom complet : Lietuvos Respublikos Seimas), le Parlement monocaméral de la République de Lituanie, composé de 141 membres élus pour un mandat de quatre ans selon un système mixte. Elle dirige le groupe parlementaire du Parti du travail jusqu'en 2006. Elle est réélue en 2008 et devient présidente du Seimas en octobre 2013. Après Irena Degutienė, Graužinienė est la deuxième femme à occuper cette fonction.
Loreta Graužinienė est la candidate du Parti du travail lors de l'élection présidentielle lituanienne de 2009. Elle est vice-présidente du Parti.